# Trichonta bezzii
Trichonta bezzii är en tvåvingeart som beskrevs av Landrock 1913. Trichonta bezzii ingår i släktet Trichonta och familjen svampmyggor. Inga underarter finns listade i Catalogue of Life.